# 28778 Michdelucia
28778 Michdelucia este un asteroid din centura principală de asteroizi.

## Descriere
28778 Michdelucia este un asteroid din centura principală de asteroizi. A fost descoperit pe 29 aprilie 2000 la Socorro, New Mexico, în cadrul proiectului LINEAR. Asteroidul prezintă o orbită caracterizată de o semiaxă mare de 2,79 ua, o excentricitate de 0,03 și o înclinație de 4,6° în raport cu ecliptica.